# Anomalia gravimétrica
Uma anomalia gravimétrica (também anomalia gravítica) é a diferença entre o valor real da aceleração da gravidade de um lugar e o valor calculado teoricamente.
Essa diferença entre o valor da aceleração da gravidade observado (gobs) num determinado local de um planeta, geralmente um ponto na sua superfície, e a aceleração da gravidade teórica (γ), é obtida com base num modelo que contempla as dimensões, massa e rotação do planeta: {\displaystyle \Delta g=g_{obs}-\gamma }. Uma anomalia positiva indica a presença de um corpo com excesso de massa relativamente ao modelo de referência. Mediante o modelo numérico do campo gravitacional é possível determinar a estrutura interna dos planetas. Quando o valor real é inferior ao valor teórico, a anomalia é dita negativa.
A anomalia gravimétrica é medida in situ, por meio de um aparelho chamado gravímetro, ou por meio de satélite. Este valor varia com a latitude, a altitude e a natureza geológica do local em que a medição é efetuada, sendo tanto maior quanto mais densos forem os materiais.
Costuma ser representada na forma de mapas e é normalmente expressa em miligal(1 mGal = 10−5 m/s2). Adicionalmente aplicam-se certas correções como a de Bouguer que facilitam a interpretação dos dados.

## Tipos de anomalias

### Anomalia gravimétrica observada
A diferença entre o valor medido, geralmente sobre a superfície da Terra, em relação a um valor de referência.

### Anomalia de ar livre
Corresponde à diferença entre o valor da aceleração da gravidade observado e o valor teórico corrigido para a altura do valor medido de g relativamente a uma superfície de referência (que pode ser o geoide) mediante a aplicação de uma correção do gradiente de gravidade normal (correção de ar livre). A aproximação de primeira ordem expressa-se como:
{\displaystyle \Delta g_{AL}=g_{obs}-0,3086h}
Onde 0,3086 é o gradiente de gravidade normal expresso em mGal/m e h é a cota do ponto onde foi realizada a medição do valor da aceleração da gravidade, em metros.

### Anomalia deBouguer
Esta anomalia tem em conta não só a variação da aceleração da gravidade com a altura, como a de ar livre, mas também as massas presentes entre o ponto de observação e a superfície de referência. Ao aplicar esta correção, a anomalia restante é representativa sobretudo de variações de densidade cortical e da espessura da crosta terrestre. A anomalia de Bouguer é geralmente negativa em orógenos compressivos como os Pirenéus ou os Andes devido a que a topografia de estes está isostaticamente compensada por uma raiz cortical 4 a 8 vezes mais grossa. Tal como um icebergue tem que ser mais profundo quanto mais gelo seja visível fora de água, o espessamento da crosta compensa a topografia terrestre (isostasia). Este espessamento implica um défice de massa na base da crosta, pois esta é menos densa que o manto.

### Anomalia isostática
Como a de Bouguer, mas subtraindo também a atração gravitacional que seria produzida por um espessamento teórico da crosta terrestre que compense isostaticamente a topografia. A anomalia resultante costuma ser interpretada como fruto de variações da densidade em níveis abaixo da crosta.
- Este artigo foi inicialmente traduzido, total ou parcialmente, do artigo da Wikipédia em castelhano cujo título é «Anomalía gravitatoria», especificamente desta versão.